# Тредоцио
Тредоцио (итал. Tredozio) —  коммуна в Италии, располагается в регионе Эмилия-Романья, в провинции Форли-Чезена.
Население составляет 1296 человек (2008 г.), плотность населения составляет 21 чел./км². Занимает площадь 62 км². Почтовый индекс — 47019. Телефонный код — 0546.
Покровительницей коммуны почитается Пресвятая Богородица (Beata Vergine delle Grazie), празднование в субботу перед вторым воскресением мая.

## Демография
Динамика населения:

## Администрация коммуны
- Официальный сайт: http://www.comune.tredozio.fc.it/

## Города-побратимы
- Арчевиа, Италия
- Хофбибер, Германия